# Феррейра, Фернанда
Фернанда Кристина Феррейра, более известная как Фернандинья (порт. Fernanda Cristina Ferreira, Fernandinha; 10 января 1980, Рио-де-Жанейро, Бразилия) — бразильская волейболистка. Связующая. Олимпийская чемпионка 2012.

## Биография
Волейболом Фернанда Феррейра начала заниматься в 8-летнем возрасте в клубе «Америка» (Рио-де-Жанейро). Впоследствии выступала за молодёжные команды клубов «Флуминенсе» и «Ботафого», а в 1998 заключила свой первый профессиональный контракт с «Пиньейросом» из Сан-Паулу, в составе которого дебютировала в суперлиге чемпионата Бразилии. Затем Фернандинья (закрепившее за волейболисткой прозвище — производное от имени) играла за различные бразильские команды, не задерживаясь ни в одной из них более чем на два сезона. В 2007 Фернандинья уехала в Италию, где выступала за «Тену Сантерамо», «Ямамай» из Бусто-Арсицио (выиграла с ним Кубок Европейской конфедерации волейбола), а с 2010 — за «Универсал» из Модены, который покинула в декабре 2011 из-за значительных финансовых трудностей клуба. С января по апрель 2012 выступала в Азербайджане за «Игтисадчи», после чего вернулась в Бразилию. В 2014—2015 вновь играла в Италии в команде из города Павия, выступавшей в серии А2. В 2015 Фернандинья заключила контракт с французским «Нантом», но из-за неудовлетворительной организации дел в клубе покинула его ещё до начала сезона и приняла решение о завершении игровой карьеры.
В 1996—1999 Фернандинья выступала за юниорскую и молодёжную сборные Бразилии, выиграв с ними чемпионаты мира среди девушек и молодёжный чемпионат Южной Америки, а также серебряные медали юниорского континентального чемпионата и молодёжного мирового первенства.
В 2012 Фернандинья была включена в состав национальной сборной страны, с которой стала серебряным призёром Гран-при и чемпионкой Олимпиады-2012.

### Клубная карьера
- 1997—2000 —  «Пиньейрос» (Сан-Паулу);
- 2000—2002 —  «Сан-Каэтану» (Сан-Каэтану-ду-Сул);
- 2002—2003 —  «Рексона-Адес» (Рио-де-Жанейро);
- 2003—2005 —  «Пиньейрос» (Сан-Паулу);
- 2005—2006 —  «Бразил Телеком» (Бразилиа);
- 2006—2007 —  «Финаса-Озаску» (Озаску);
- 2007—2008 —  «Тена Сантерамо» (Сантерамо-ин-Колле);
- 2008—2010 —  «Ямамай» (Бусто-Арсицио);
- 2010—2011 —  «Универсал» (Модена);
- 2012 —  «Игтисадчи» (Баку);
- 2012—2013 —  «Волей Амил» (Кампинас);
- 2013—2014 —  «Гремио» (Баруэри);
- 2014—2015 —  «Ризо-Скотти» (Павия).

## Достижения

### Со сборными Бразилии
- Олимпийская чемпионка 2012.
- серебряный призёр Гран-при 2012;
- серебряный призёр чемпионата мира среди молодёжных команд 1999.
- чемпионка Южной Америки среди молодёжных команд 1998.
- чемпионка мира среди девушек 1997.
- серебряный призёр чемпионата Южной Америки среди девушек 1996.

### С клубами
- серебряный (2007) и двукратный бронзовый (2003, 2013) призёр чемпионатов Бразилии.
- серебряный призёр розыгрыша Кубка Бразилии 2007.
- победитель розыгрыша Кубка Европейской конфедерации волейбола 2010.